# Roy Schuiten
Roy Schuiten (Zandvoort, 16 de desembre de 1950 - Praia do Corveiro, Portugal, 19 de setembre de 2006) va ser un ciclista neerlandès, que fou professional entre 1974 i 1982.
El 1972, com a ciclista amateur, va prendre part als Jocs Olímpics d'Estiu de Múnic, on va disputar dues proves del programa de ciclisme. Com a professional combinà la pista amb la carretera. En pista aconseguí nombrosos campionats nacionals en diverses especialitats i dos campionats del món de persecució. En carretera destaquen les victòries al Tour del Mediterrani de 1976 i dues edicions del Gran Premi de les Nacions (1975, 1976). En total aconseguí més de 60 victòries.
Una vegada retirat va exercir de mànager de l'equip PDM-Concorde el 1986. Posteriorment es va traslladar a Portugal, on va obrir un restaurant. Va morir el 19 de setembre de 2006 a Praia de Carvoeiro, als 55 anys, d'una hemorràgia estomacal.

## Palmarès en ruta
- 1971
  -  Campió dels Països Baixos de militars
- 1972
  - 1r a la Ronde van Midden-Zeeland
- 1974
  - 1r a la Milk Race i vencedor de 3 etapes
  - 1r a l'Olympia's Tour i vencedor d'una etapa
  - 1r a l'Etoile des Espoirs i vencedor de 2 etapes
  - 1r al Gran Premi de les Nacions
  - 1r al Trofeu Baracchi (amb Francesco Moser)
- 1975
  - 1r al Tour d'Indre-et-Loire i vencedor d'una etapa
  - 1r al Gran Premi de les Nacions
  - 1r al Gran Premi de Frankfurt
  - 1r al Gran Premi de Lugano
  - Vencedor d'una etapa de l'Etoile des Espoirs
- 1976
  - 1r al Tour del Mediterrani i vencedor de 2 etapes
  - 1r al Gran Premi del Cantó d'Aargau
  - 1r al Gran Premi d'Aix-en-Provence
  - Vencedor d'una etapa del Critèrium del Dauphiné Libéré
- 1977
  - Vencedor d'una etapa de la París-Niça
  - Vencedor d'una etapa dels Quatre dies de Dunkerque
- 1978
  - 1r al Trofeu Baracchi (amb Knut Knudsen)
  - Vencedor d'una etapa de la Ruta d'Or
- 1979
  - 1r al Gran Premi de Foli
- 1981
  - 1r a Acht van Chaam
  - Vencedor d'una etapa a la Tirrena-Adriàtica
- 1982
  - 1r a la Costa del Azahar i vencedor d'una etapa

### Resultats al Tour de França
- 1976. Abandona (10a etapa)
- 1977. Fora de control (17a etapa)

### Resultats al Giro d'Itàlia
- 1978. 44è de la classificació general
- 1979. 33è de la classificació general
- 1980. 81è de la classificació general
- 1981. 90è de la classificació general
- 1982. 87è de la classificació general

## Palmarès en pista
- 1972
  -  Campió dels Països Baixos de persecució amateur
- 1973
  -  Campió dels Països Baixos de persecució amateur
- 1974
  -  Campió del món de persecució
  -  Campió dels Països Baixos de persecució
  - 1r als Sis dies de Berlín (amb René Pijnen)
- 1975
  -  Campió del món de persecució
  -  Campió dels Països Baixos de persecució
  -  Campió dels Països Baixos de 50 km
  -  Campió dels Països Baixos d'omnium
- 1977
  -  Campió dels Països Baixos de persecució
- 1978
  -  Campió dels Països Baixos de persecució
  -  Campió dels Països Baixos de mig fons
- 1980
  -  Campió dels Països Baixos de persecució